# Peristrophe aculeata
Peristrophe aculeata là một loài thực vật có hoa trong họ Ô rô. Loài này được (C.B. Clarke) Brummitt mô tả khoa học đầu tiên năm 1991.